# Sistema redundant

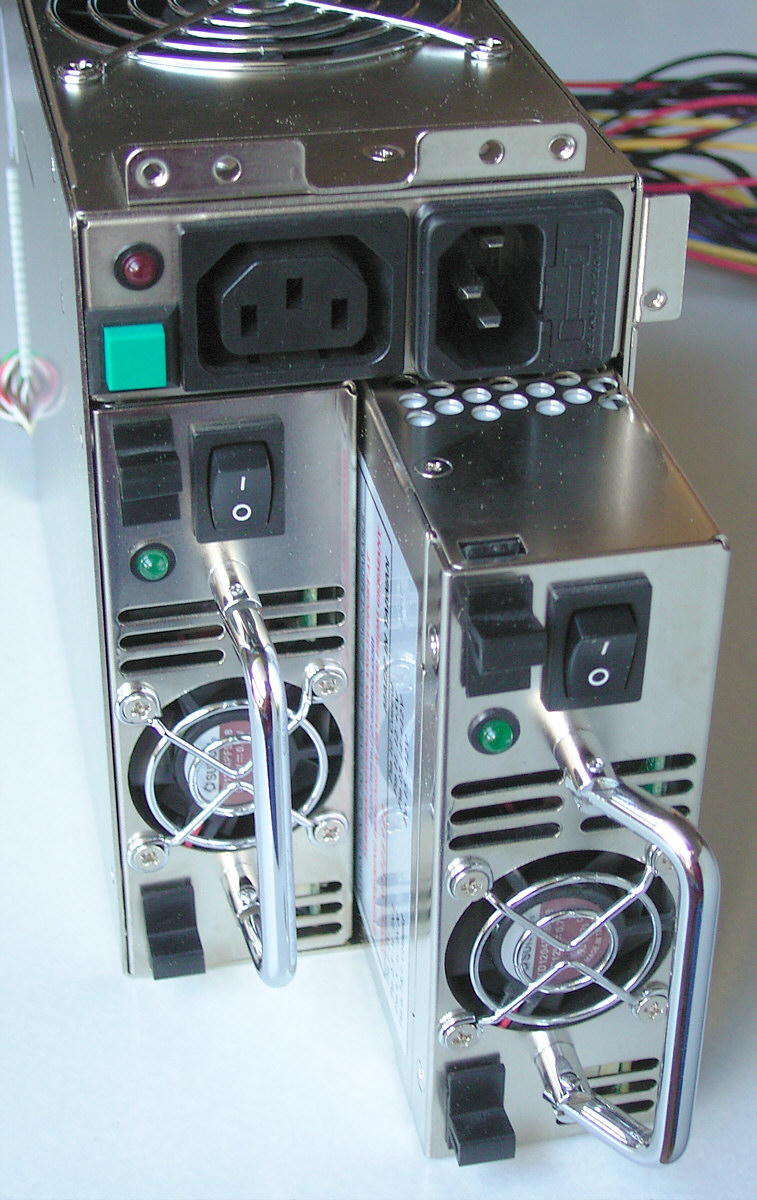
Font d'alimentació redundant comuna

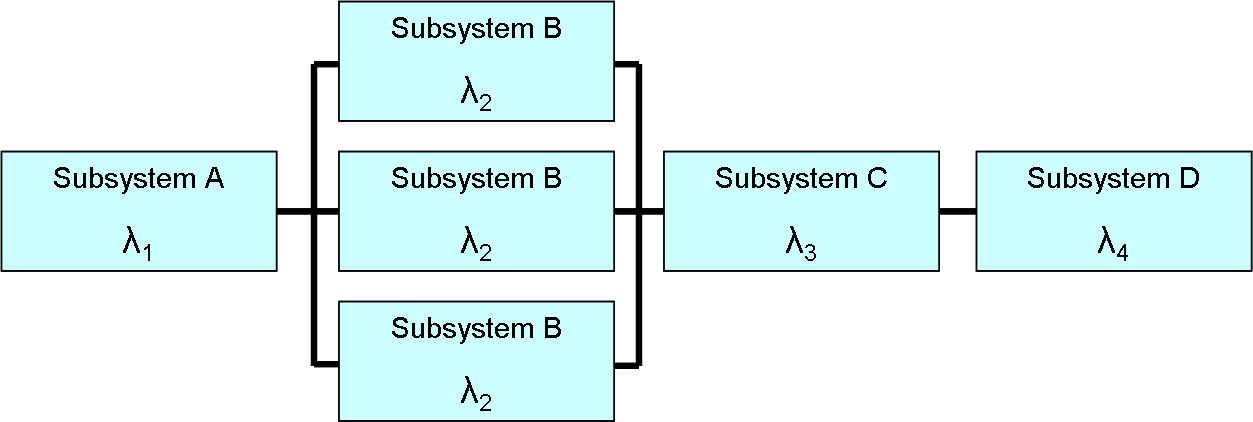
Subsistema redundant "B"

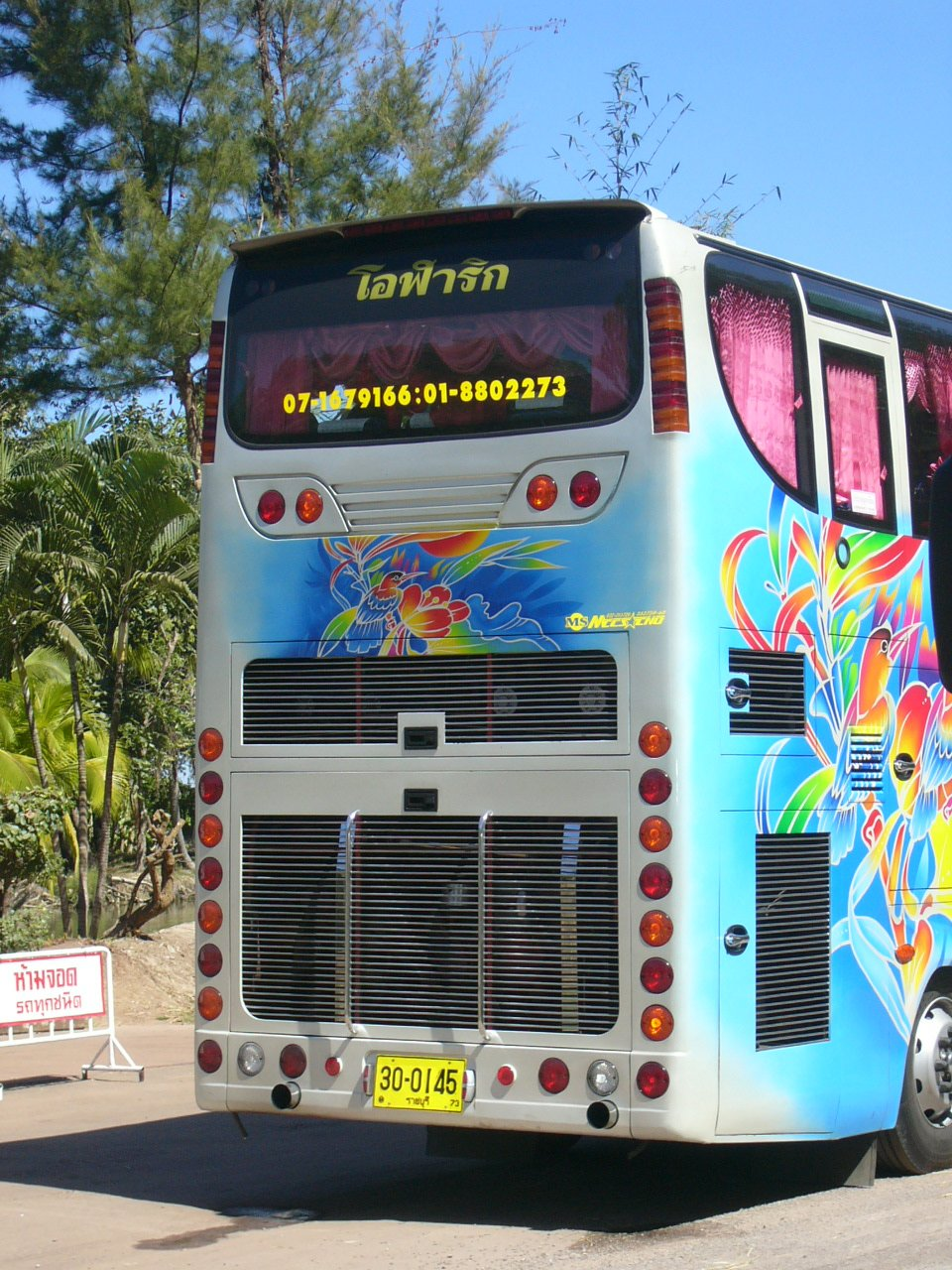
Instal·lació d'il·luminació posterior molt redundant en un autobús turístic tailandès

Un sistema redundant en enginyeria de computadors, és aquell en el que com a mínim es dupliquen les dades o el maquinari de caràcter crític que vulgui assegurar davant els possibles errors que puguin sorgir durant l'ús continuat. Es presenta com una solució als problemes de protecció i fiabilitat. Aquest tipus de sistemes s'encarrega de realitzar el mateix procés en més d'una estació, ja que si per algun motiu alguna deixés de funcionar o es col·lapsés, immediatament l'altre hauria d'ocupar el seu lloc i realitzar les tasques de l'anterior. Les tècniques de redundància han estat utilitzades per la indústria militar i aeroespacial al llarg de molts anys per aconseguir una alta fiabilitat. Una base de dades replicada és un exemple de sistema distribuït redundant.

## Components redundants en els ordinadors.
A part dels servidors actuals, que tenen diverses CPU's i mòduls de memòria, els dispositius redundants en un servidor solen ser els discs durs, les targetes de xarxa i les fonts d'alimentació.

### Sistemes de disc RAID
Un RAID (redundant array of indepedent disk) és un conjunt d'unitats de disc que apareixen lògicament com si fossin un sol disc. Així les dades, distribuïdes en bandes, es divideixen entre dos o més unitats. Aquesta tècnica incrementa el rendiment i proporciona una redundància que protegeix contra la fallada d'un dels discs de la formació. Existeixen implementacions per software i hardware i diferents configuracions RAID, sent les més comunes RAID1, RAID5 i RAID10.

### Targeta de xarxa
És el component que comunica el servidor amb els clients. Per tractar de garantir aquesta comunicació, els servidors solen venir amb 2 d'aquests dispositius. Això és així no només per tractar de garantir que la comunicació no es talli en cas d'error, sinó que podem utilitzar 2 o més targetes com si fossin un únic dispositiu, sumant les seves capacitats (bonding).